# Léon-Jean Grégory
Léon Jean Grégory (Tuïr, 1 de novembre del 1909 - Perpinyà, 22 d'octubre del 1982) va ser un polític nord-català, alcalde de Tuïr del 1947 al 1982, Conseller de la República del 1948 al 1959 i senador del 1959 al 1982.

## Biografia
El pare de Léon-Jean Grégory era comptable a Byrrh i ell, després d'haver cursat la formació secundària a Perpinyà, es llicencià en dret a Montpeller. De primer s'inscrigué com a advocat al Tribunal d'Apel·lació de París, i posteriorment ho feu a Perpinyà. El 1937 va ser elegit regidor de Tuïr, però el règim de Vichy el considerà sospitós i el revocà de les funcions el 1940. A l'octubre del 1945 va ser elegit per al Consell General dels Pirineus Orientals en representació del cantó de Sant Pau de Fenollet; al Consell es responsabilitzà de l'àrea econòmica, ostentant-hi la vicepresidència de l'Oficina departamental de turisme i com a delegat dels propietaris agrícoles de la conca de la Tet. Obtingué l'alcaldia de Tuïr el 1947, i la conservà fins al 1982.

### Membre del Consell de la República (1948-1959)
En la candidatura conjunta de la "Union républicaine" dels partits socialista, radical-socialista i "SFIO-Républicain radical", es presentà com a segon de llista a les eleccions del 7 de novembre del 1948 per al Consell de la República (la cambra parlamentària francesa que substituí el senat durant la 3a. i 4a. Repúbliques franceses), i en sortí elegit per 379 vots sobre 567 d'emesos. En les eleccions següents, del 18 de maig del 1952, obtingué 464 paperetes d'un total de 550, i a les darreres eleccions, les del 8 de juny del 1958 en va tenir 460 de 563. En el seu pas pel Consell, Grégory s'integrà als bancs del grup socialista, i fou membre de les comissions de la premsa i de la producció industrial; les seves intervencions es concentraren en temes econòmics i socials: organització de la seguretat social a les mines, dèficit d'explotació de Gaz de France, avenços a les hulleres (1948), producció vinícola, beneficis agrícoles i rendes del capital (1949), preus de venda garantits als productes agrícoles (1953) i reconstrucció dels camins i monuments destruïts per l'aiguat de l'any 40 als Pirineus Orientals (1954).

### Senador (1959-1982)
Léon-Jean Grégory encapçalà la llista de '"Union républicaine et socialiste" presentada als Pirineus Orientals per la Secció francesa de la Internacional Obrera (SFIO) a les eleccions per al restablert senat el 26 d'abril del 1959, i sortí escollit amb el vot de 401 grans electors (es tracta d'una elecció indirecta) sobre 639. L'altre candidant, Gaston Pams, hagué d'esperar que un segon escrutini el confirmés en el seu escó. Grégory s'assegué en el grup socialista del senat, i esdevingué membre de la comissió d'afers econòmics i de planificació, un lloc que retingué fins a l'octubre del 1980. Al llarg dels anys es distingí per les seves contribucions en defensa de l'agricultura, especialment de la vinícola, tan important al seu departament d'origen, així com en favor de l'escolarització rural com a eina d'arrelament al territori. A les eleccions senatorials del 26 de setembre del 1965, Grégory es presentà de tronc amb Gaston Pams, i tots dos foren escollits.
En l'àmbit regional, el trio format pels dos senadors i el batlle de Perpinyà, el longeu Paul Alduy, es convertí als anys 60 i 70 en la referència política del departament. Aquesta troica es desfeu el 1972, quan Grégory i Alduy refusaren l'aliança del partit socialista amb els comunistes, mentre que Pams s'inscrivia al Mouvement des radicaux de gauche. Va ser escollit el 1973 president del Consell General dels Pirineus Orientals, i exercí el càrrec fins al seu decés. El 1974, la federació socialista del departament no donà suport a la seva candidatura, però Grégory fou reelegit senador en primera volta el 22 de setembre amb un total de 556 paperetes de 746.

El senador Grégory no seguí les petjades de l'alcalde Alduy, que es decantà pel centredreta, i continuà vinculat -si més no, administrativament- al grup socialista del senat fins al 1979. En aquell any, es declarà no-inscrit i el 1980 deixà la comissió d'afers econòmics per la d'afers culturals. En aquesta nova legislatura votà en favor de la llei de l'avortament i la del divorci per consentiment mutu; s'absentà en les votacions per l'abolició de la pena capital i en la de creació de les regions (1982). Morí, de malaltia, a la tardor del 1982. La seva població natal l'homenatjà dedicant-li un monument i un centre hospitalari. En el seu eulogi, el president del Senat ll'havia acomiadant definint-lo com un parlamentari 
| «             | qui a su façonner son département en lui procurant les moyens d'aborder, dans les meilleures conditions, les dernières années | » |
| — Alain Poher | |   |